# Criva, Hunedoara
Criva este un sat în comuna Densuș din județul Hunedoara, Transilvania, România.